# Enceliopsis
Enceliopsis là một chi thực vật có hoa nhỏ trong họ Cúc (Asteraceae). Trong tiếng Anh, đôi lúc các loài này được gọi là sunrays. Về bề ngoài, chúng tương tự các loài họ hàng trong chi Encelia. Ba loài Enceliopsis là cây bản xứ miền tây Hoa Kỳ và Canada.
Loài
- Enceliopsis argophylla (silverleaf sunray) - Arizona (Mohave Co), Nevada (Clark Co), Utah (Washington Co)
- Enceliopsis covillei (Panamint daisy) - California (Inyo Co)
- Enceliopsis nudicaulis (nakedstem sunray) - California, Arizona, Nevada, Utah, Colorado, Idaho